# Apponyi (famiglia)

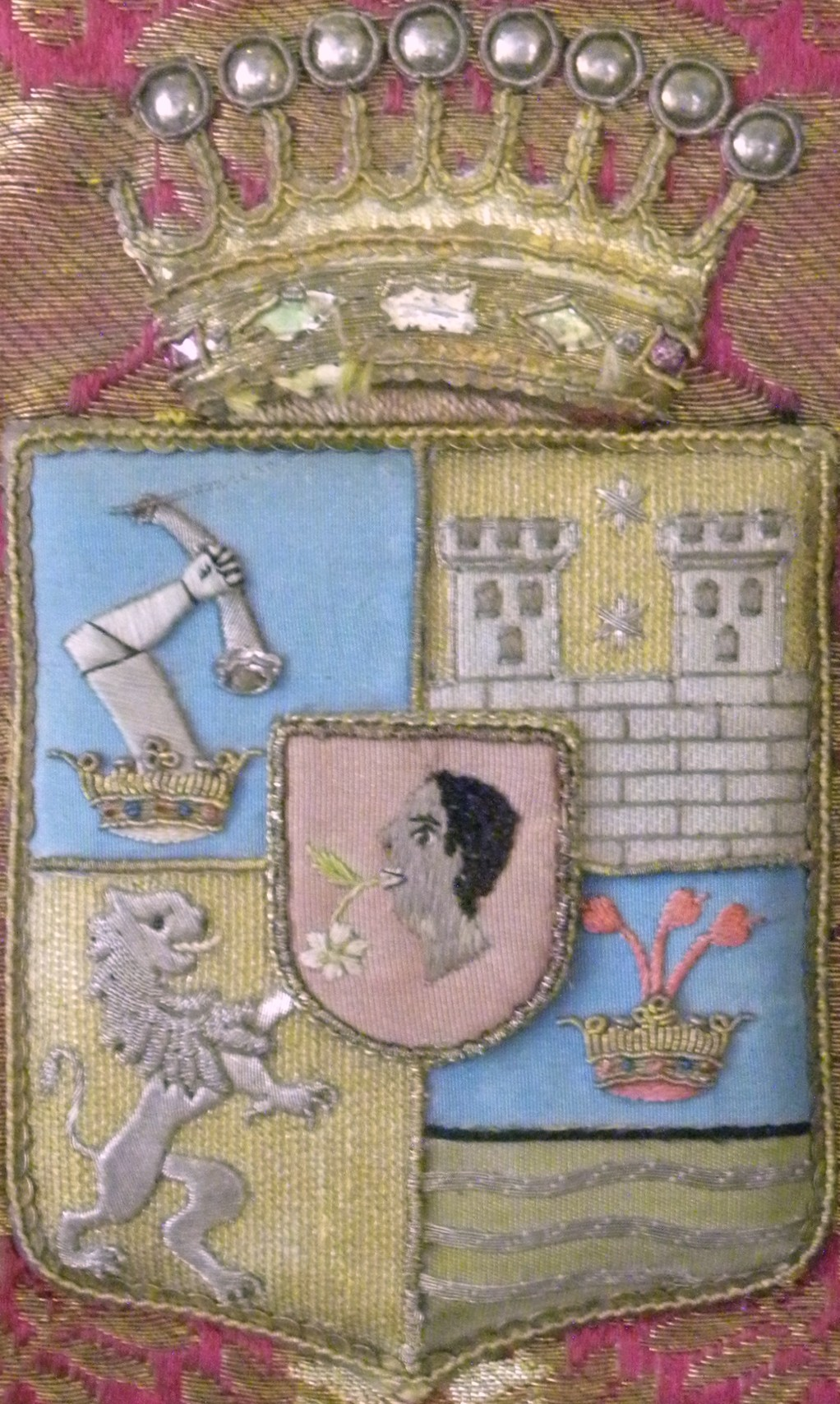
Lo stemma degli Apponyi su di un arazzo nel Castello di Marchegg

La famiglia Apponyi fu un'antica famiglia nobile ungherese, i cui membri rimasero parte dell'alta aristocrazia sino allo smembramento dell'Ungheria e della Cecoslovacchia nel 1920. Le origini della casata sono ascrivibili all'epoca medievale, anche se la famiglia emerse in maniera preponderante nel XVIII secolo con l'elevazione al rango di Nagy-Appony nel 1739 e l'acquisizione di diciassette grandi domini feudali tra il 1760 ed il 1800. 
Nell'ultimo secolo della monarchia asburgica, quattro membri di questa famiglia ricevettero l'Ordine del Toson d'oro, la più alta onorificenza imperiale, ponendosi così al pari di altre importanti casate ungheresi come gli Esterházy, i Batthyány, i Cziráki ed i Pálffy. Inoltre, Albert Apponyi ricevette anch'egli il Toson d'oro nel 1921, poco dopo la fine della monarchia asburgica.
La famiglia trae il proprio nome da Appony, attuale Oponice, una regione posta a nord di Nitra, nell'attuale Slovacchia, che fu sede della famiglia dalla fine del XIV secolo. Nagy-Appony ("Grande Appony") era la parte meridionale di quest'area, a lungo governata dalla famiglia Apponyi.
Molti membri della famiglia furono militari, politici e membri del clero, come era in uso presso l'aristocrazia ungherese. Distintivo della famiglia Apponyi fu l'impegno per la diplomazia durante il periodo della monarchia asburgica e per breve tempo anche nel periodo tra le due guerre mondiali. La bibliofilia fu un altro tratto distintivo della famiglia Apponyi con la fondazione della biblioteca Apponyi, oggi parte della Biblioteca Nazionale Slovacca ed ancora oggi conservata presso il castello di Oponice.

## Storia

### Origini
Gli Apponyi si pretendevano discendenti dalla tribù magiara del clan di Péc. Ad ogni modo, poco si sa ella storia della famiglia fino alla fine del medioevo.

### Miklós Apponyi (fine del XIV secolo - inizio del XV secolo)
Al tempo di Miklós la famiglia ottenne il governo della fortezza di Apponyi (attuale Oponice) dall'imperatore Sigismondo del Sacro Romano Impero nel 1392, da cui appunto prese il nome di Apponyi.

### Baroni Péter (?-1626) e Pál Apponyi (1564-1624)
I fratelli Péter e Pál vennero creati baroni nel giugno del 1606 da Rodolfo II del Sacro Romano Impero in riconoscimento degli sforzi bellici compiuti combattendo contro l'Impero ottomano. Questi furono tra i firmatari della Pace di Vienna assieme a Stephen Bocskai. Entrambi morirono senza eredi e pertanto con loro si estinse anche il loro titolo baronale.

### Barone Balázs Apponyi (?-1637)
Balázs, cugino di Péter e Pál, ereditò le proprietà della famiglia Apponyi alla morte di Péter. A sua volta egli venne creato barone da Ferdinando II del Sacro Romano Impero il 12 novembre 1624, probabilmente per la sua attività letteraria e per il suo ruolo nei negoziati a Vienna coi sostenitori di Gabriel Bethlen. L'8 gennaio 1636 Ferdinando II lo nominò suo consigliere per il trono d'Ungheria. Egli fu scrittore e poeta di stampo religioso e scrisse prevalentemente in latino. Morì senza eredi maschi e pertanto con lui si estinse nuovamente il titolo baronale. Venne sepolto nel monastero di Horné Lefantovce.

### János Apponyi (inizio del XVII secolo)

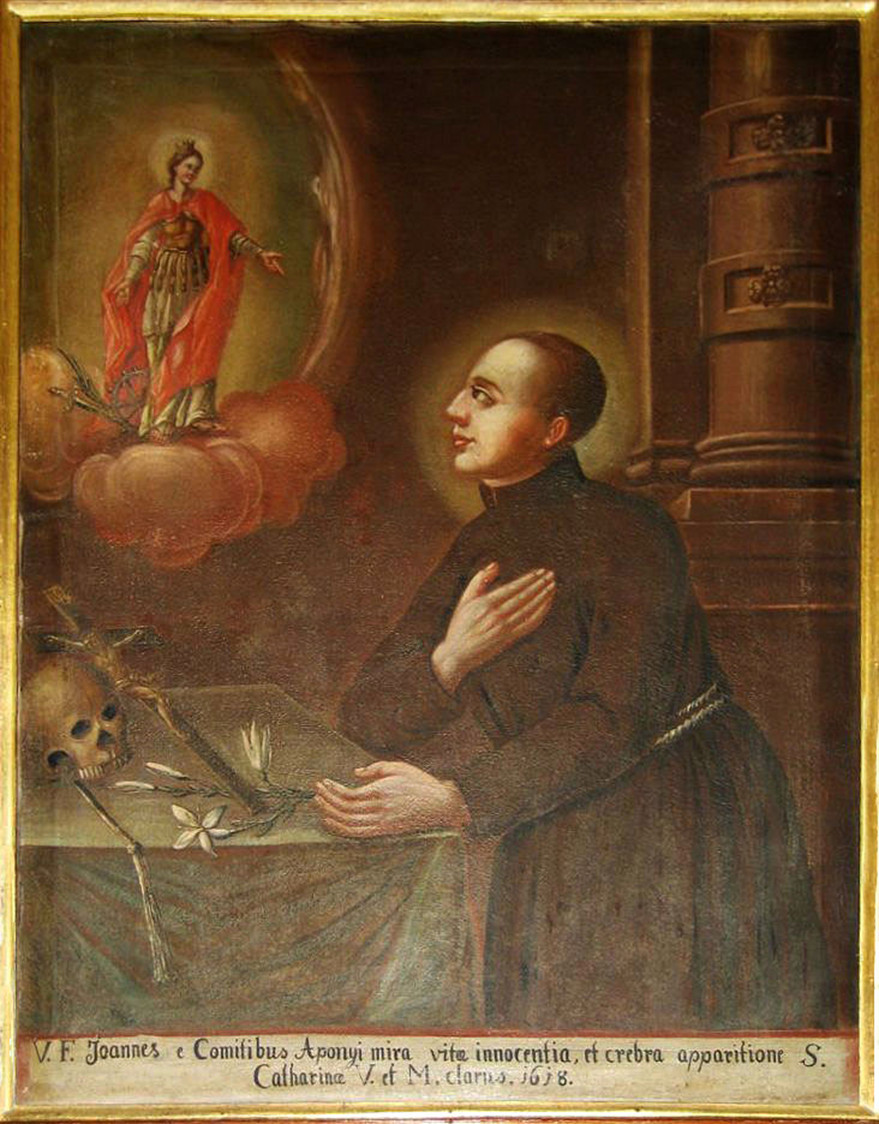
Apparizione di Caterina d'Alessandria a János Apponyi (1618)

János entrò segretamente nell'ordine francescano ancora giovanissimo ed ebbe una visione di Santa Caterina d'Alessandria attorno al 1617/1618. Secondo la tradizione morì poco dopo, dopo che la sua famiglia si rifiutò di riconoscere la sua vocazione religiosa. Nelle sue memorie il conte Kristóf Erdődy riporta come egli fondò un monastero dedicato appunto a santa Caterina a Dejte (oggi Dechtice) nel 1618. Il monastero, oggi conosciuto col nome di Katarínka, venne dissolto nel 1786 da Giuseppe II del Sacro Romano Impero ma ancora oggi ne sopravvive la chiesa per quanto in rovina.

### Conte Lázár Apponyi (?-1739)
Lázár combatté all'assedio di Buda (1686), dove suo padre Miklós Apponyi morì. Venne personalmente elevato al rango di barone da Carlo VI del Sacro Romano Impero a Vienna il 16 febbraio 1718, per i suoi contributi militari nel corso della guerra austro-turca. Carlo VI lo creò inoltre conte di Nagy-Appony il 30 maggio 1739 a Laxenburg, ed tale titolo passò poi ai suoi discendenti.

### József Apponyi (1718-1787)
József, figlio di Lázár, entrò nell'ordine dei gesuiti a Vienna nel 1736, studiando nella capitale austriaca ed a Graz sino al 1741, e poi insegnando grammatica a Győr (1742) e poi a Trnava (1743). Divenne poi lettore di filosofia, logica, matematica, fisica, teologia ed etica. La sua Oratio de augustissimo verbi incarnati mysterio venne pubblicata a Vienna nel 1745. Scelse di rimanere sacerdote cattolico anche dopo la soppressione dell'ordine dei gesuiti.

### Conte Antal György Apponyi (1751-1817)
Antal György (o György Antal), nipote di Lázár e figlio di György László (Georg Ladislaus) Apponyi (1736-1782), fu una delle principali figure della cultura ungherese della seconda metà del XVIII secolo, nonché fondatore della biblioteca Apponyi. Grande amante della musica, il compositore e musicista Joseph Haydn gli dedicò sei quartetti nel 1793 (N. 54 - 59, Op. 71 & 74), noti ancora oggi come "Quartetti Apponyi". Wolfgang Amadeus Mozart compose pure dei pezzi per lui. Nel 1795, Antal György Apponyi invitò Ludwig van Beethoven alla sua residenza chiedendogli di scrivere della musica per lui, cosa che si reificò solo qualche anno dopo quando il compositore tedesco scrisse l'Opus 18 pubblicata nel 1801. Dal 1784 si impegnò nella ricostruzione del castello che suo padre aveva acquistato presso Hőgyész, dove trascorse la maggior parte della propria vita.

## Linea di Éberhárd

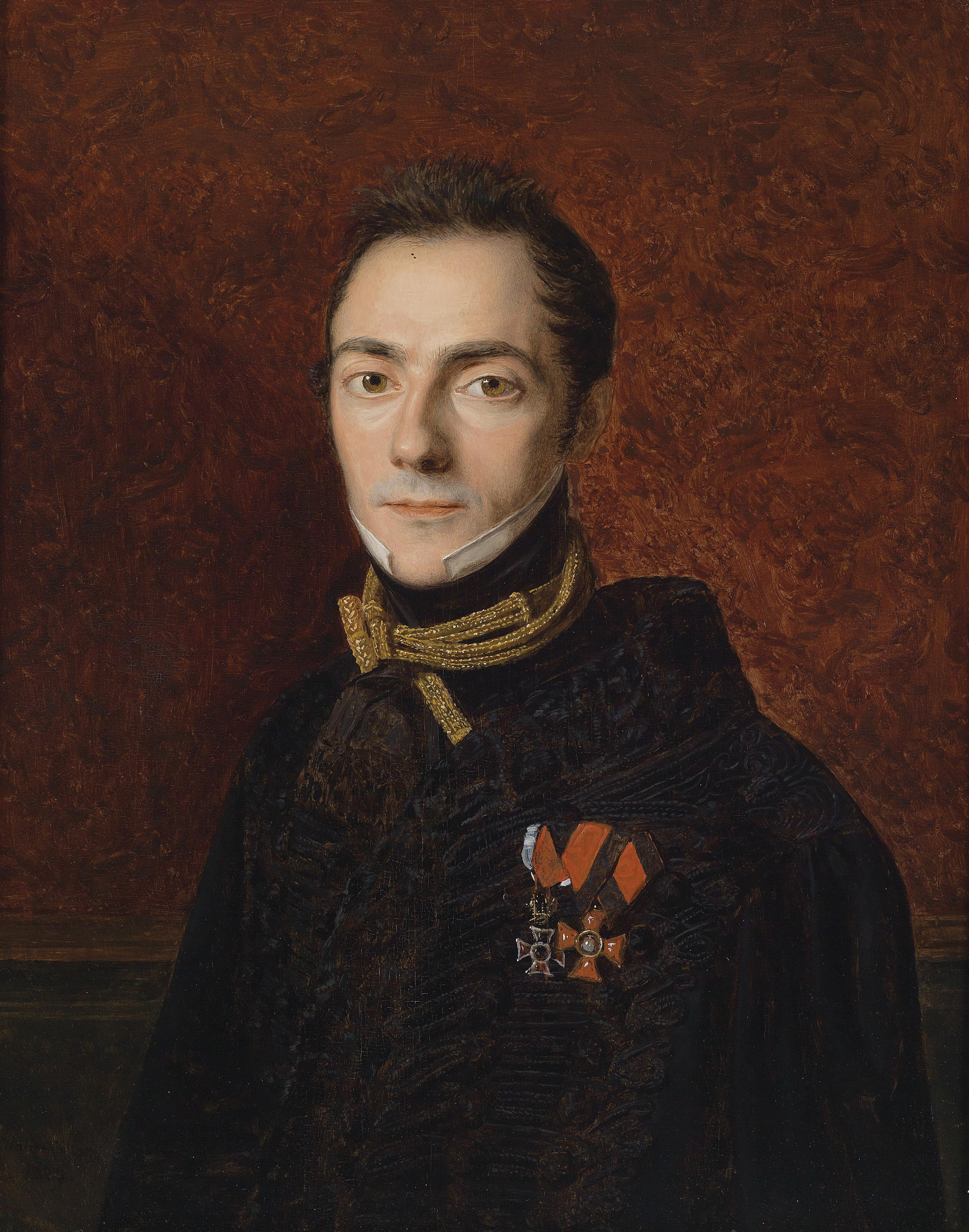
György Apponyi in un ritratto di Ferdinand Georg Waldmüller, 1827

György (Georg) Apponyi (1780-1849), figlio primogenito di Antal György, si stabilì a Eberhárd (attuale Malinovo, in Slovacchia), in un castello non lontano da Presburgo (l'attuale Bratislava) che era stato acquistato da suo nonno György e che i suoi discendenti hanno mantenuto sino al 1920. Discendenti di questo ramo esistono ancora oggi.

### Conte György (Georg) Apponyi (1808–1899)
György, figlio di György e nipote di Antal György, fu un noto politico conservatore ungherese. Fu cancelliere dell'Ungheria e speaker della camera dei magnati ungheresi nel 1861.

### Conte Albert Apponyi (1846-1933)
Albert, figlio di György, fu uno dei principali politici ungheresi e conservatori d'inizio Novecento. Egli è ricordato in particolare per la legge da lui promossa nel 1907 per la magiarizzazione dell'educazione pubblica nel Regno d'Ungheria, conosciuta come Lex Apponyi, e per la sua brillante posizione nei negoziati del Trattato del Trianon nel 1920. Ricevette il Toson d'Oro nel 1921. Theodore Roosevelt lo considerava uno dei suoi migliori amici e durante la sua visita a Budapest nel 1910 soggiornò presso la sua casa.

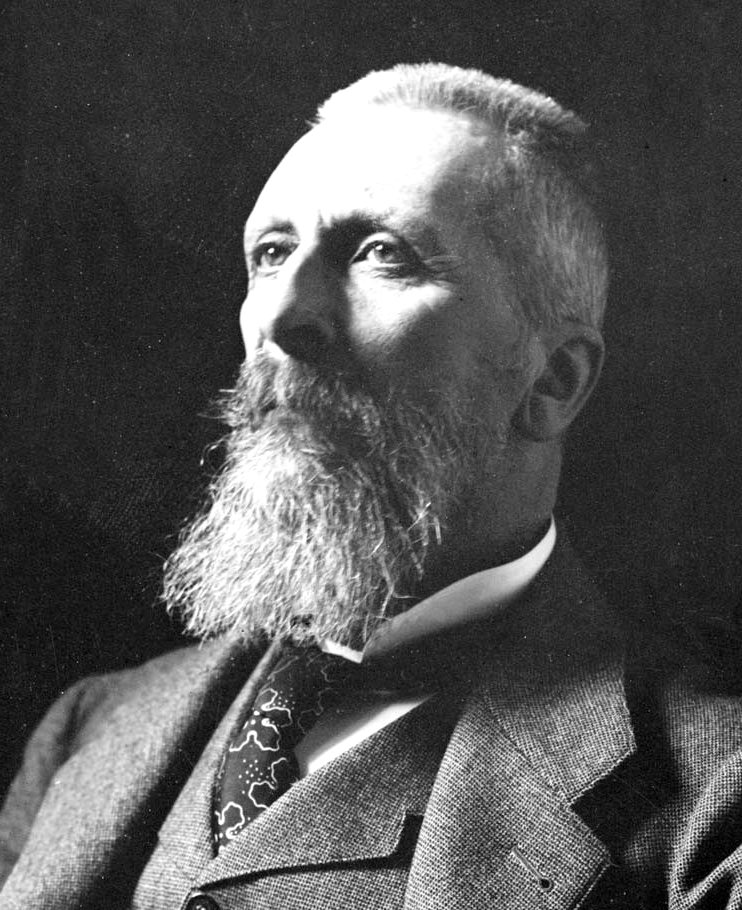
Albert Apponyi (1846-1933)
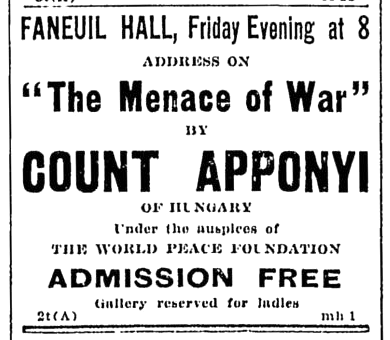
Avviso di una conferenza tenuta da Albert Apponyi a Boston, 1911
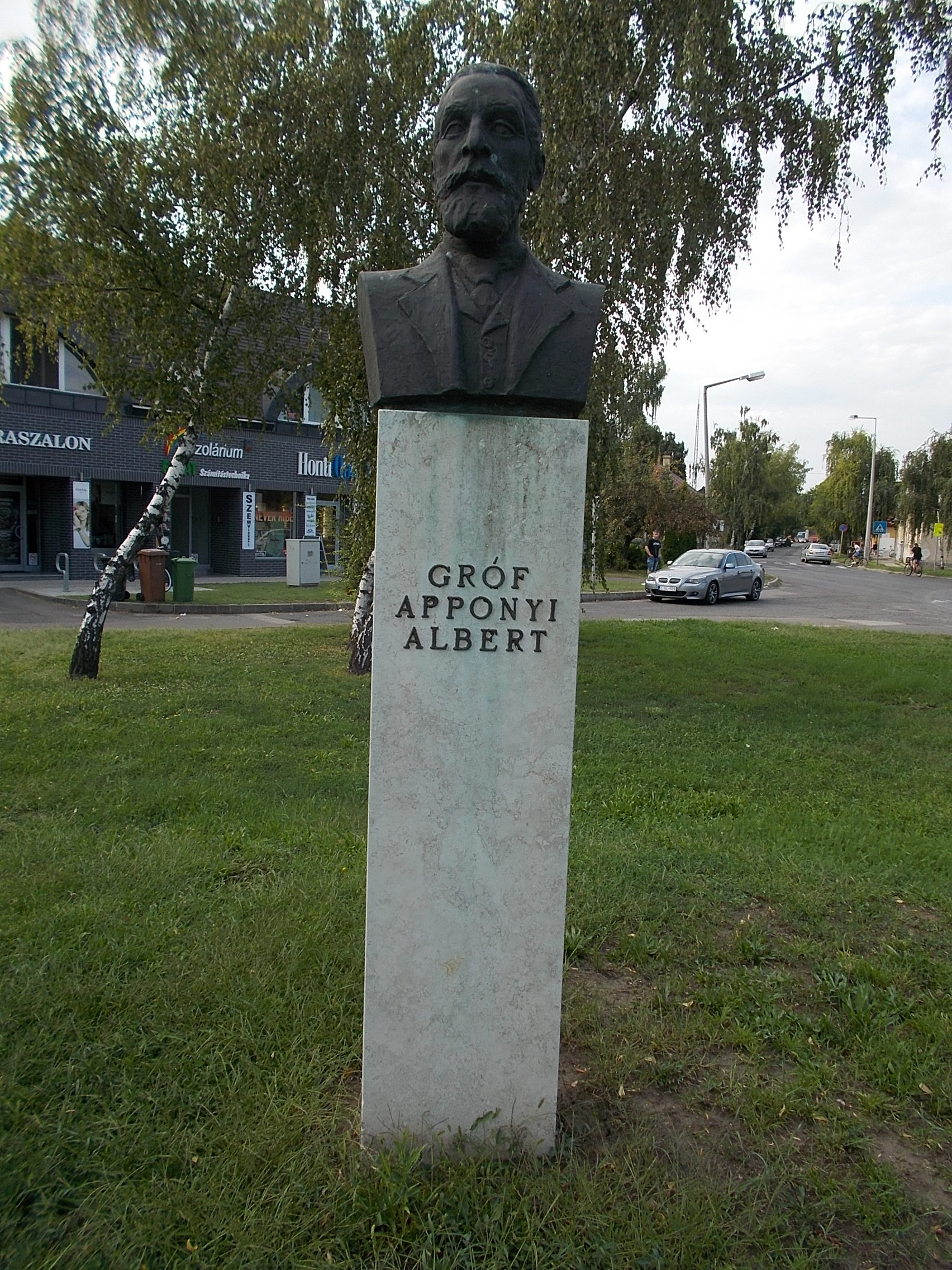
Monumento ad Albert Apponyi a Jászberény, Ungheria
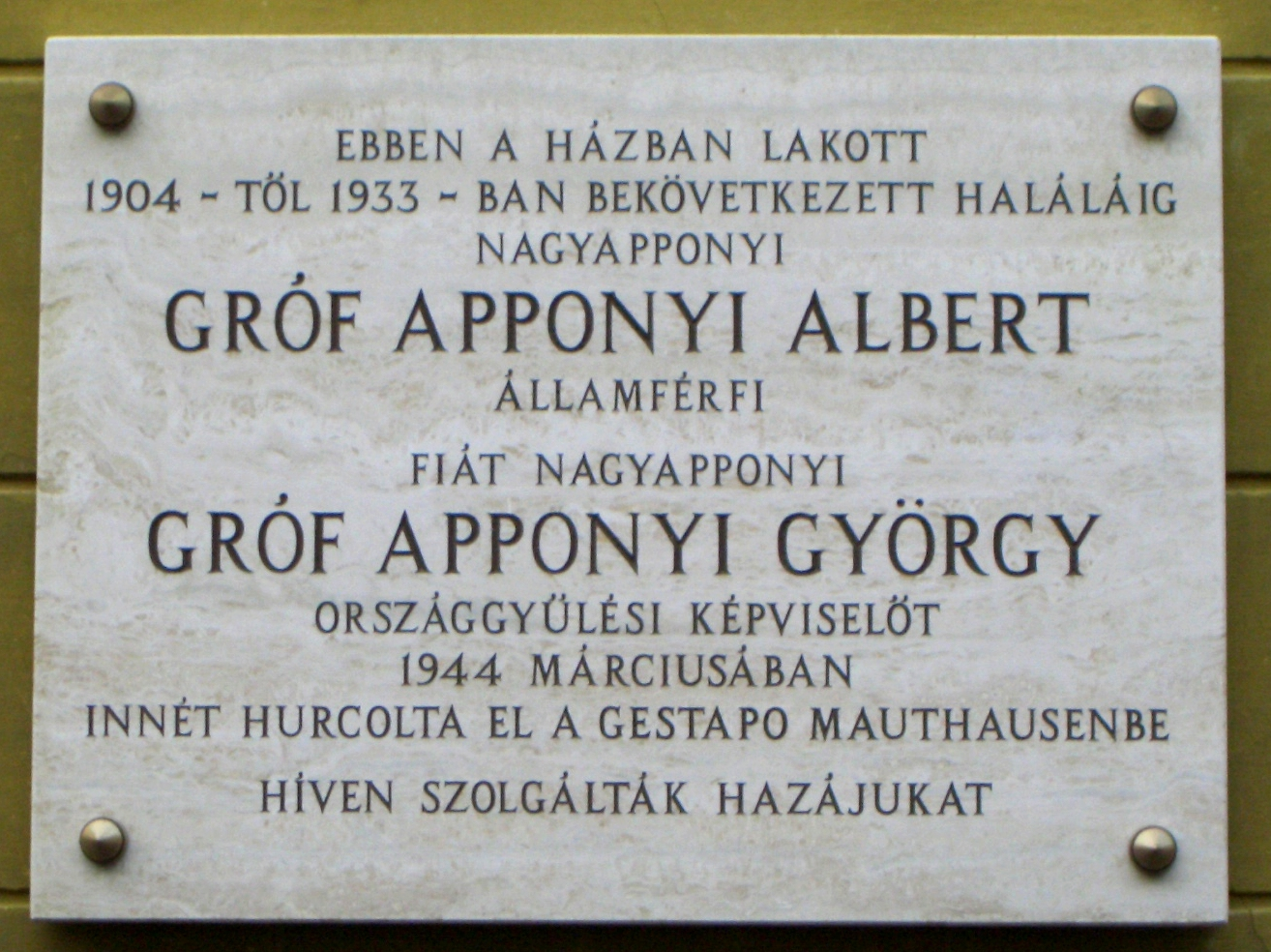
Lapide commemorativa sulla casa natale di Albert Apponyi e di suo figlio György a Várnegyed, quartiere di Budapest, in Ungheria

## Linea di Appony
Il figlio secondogenito di Antal György Apponyi, Antal ed i suoi discendenti mantennero le proprietà di famiglia a Oponice dove vissero sino al 1935. Un ramo della famiglia visse invece a Hőgyész dove rimase sino al 1939.

### Conte Antal (Anton) Apponyi (1782-1852)

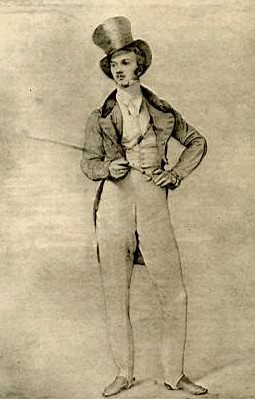
Antoine Apponyi ritratto da Ingres (1823), Fogg Art Museum

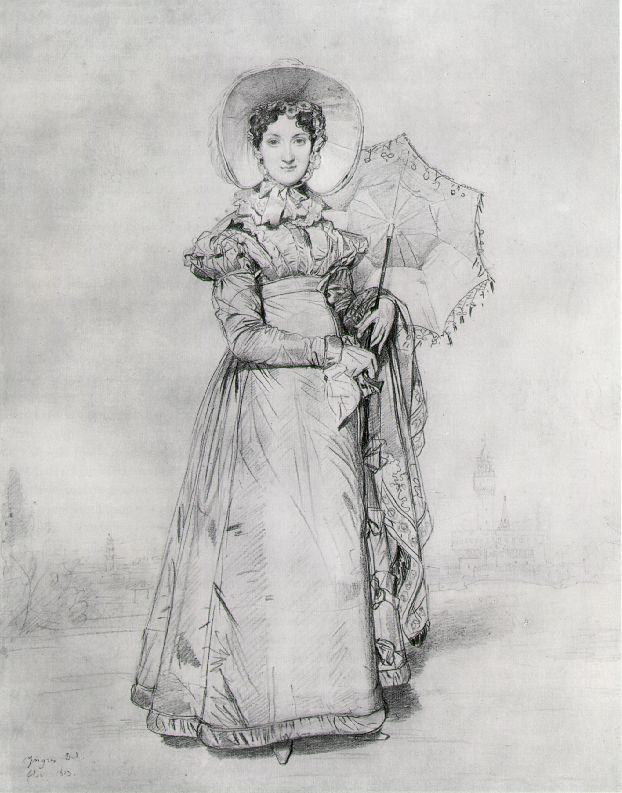
Thérèse Apponyi ritratta da Ingres (1823), Fogg Art Museum

Antal fu un diplomatico al servizio della monarchia asburgica a Karlsruhe (Granducato di Baden) ed a Firenze (Granducato di Toscana) dal 1816 al 1819, ed a Roma (Stato Pontificio) dal 1820 al 1826. Nel 1826 divenne ambasciatore a Parigi, posizione che mantenne sino al 1848. Ottenne il Toson d'Oro nel 1836. Morì al castello di Oponice il 17 ottobre 1852.

### Conte Lajos (Ludwig) Apponyi (1849-1909)
Lajos, nipote di Antal e figlio di Gyula Apponyi (1816-1857), venne nominato Hofmarschall (maresciallo di corte) in Ungheria da Francesco Giuseppe d'Austria nel dicembre del 1895, col compito di sovrintenere ai castelli reali di Budapest e di Gödöllő. Tra le altre funzioni, egli rappresentò la monarchia alla sepoltura cerimoniale di Bela III d'Ungheria e della regina Agnese di Antiochia nella Mattiaskircke il 21 ottobre 1898. Fu membro del Budapest Park Club e della Società per le Arti Applicate di Budapest

### Conte Henrik Apponyi (1885-1935)
Henrik iniziò la propria carriera diplomatica a Berlino (1912-1913) passando poi a Istanbul (1913-1914), ma venne frenato in essa dalla prima guerra mondiale e dal crollo della monarchia asbugica. Tornò ad Oponice nel 1918 e si dedicò a compiere viaggi avventurosi, in particolare visitando il Sudan (1924), l'India ed il Tibet (1930). Le sue note di viaggio vennero pubblicate a Londra nel 1937 col titolo di My big-game hunting diary from India and the Himalayas, con l'introduzione del visconte Halifax che Henrik aveva incontrato in India. Morì a Berlino in circostanze poco chiare.

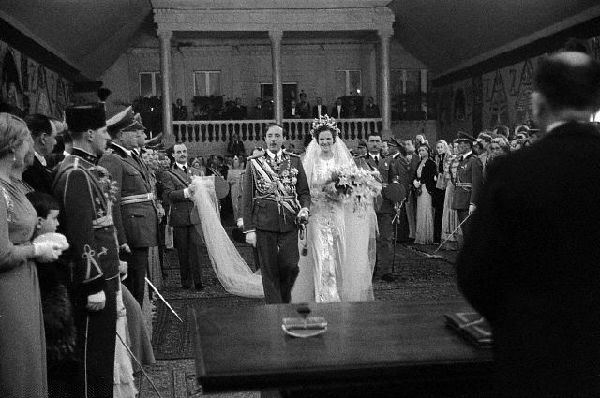
Matrimonio di Geraldine Apponyi con Zog I d'Albania, 1938

### Geraldine Apponyi (1915–2002)
Geraldine era nipote di Lajos e figlia di Gyula Apponyi (1873-1924) e della sua moglie, l'americana Gladys Virginia Steuart (1891–1947). Questa sposò Zog I d'Albania a Tirana, in una grandiosa cerimonia tenutasi il 27 aprile 1938. Regnò come regina consorte d'Albania per meno di un anno e trascorse il resto della sua vita in esilio col marito.

## Linea di Lengyel
I due fratelli Rezső e Gyula Apponyi ereditarono il castello di Lengyel nel 1863 dal loro zio József Apponyi (1788-1863), figlio terzogenito di Antal György. Rezső prese infine la residenza di Lengyel mentre Gyula si trasferì ad Appony (Oponice). I membri di questo ramo della famiglia vissero a Lengyel sino al 1930.

### Conte Rezső (Rudolf) Apponyi (1812-1876)
Rudolf, figlio di Antal, fu un diplomatico, inizialmente a Parigi e poi a San Pietroburgo dove si sposò nel 1843 con testimoni lo zar Nicola I di Russia e la zarina Alexandra Feodorovna. Prestò quindi servizio a Karlsruhe (1847-1849), a Torino (1849-1853), a Monaco di Baviera (1853-1856), a Londra (1856-1871, dal 1860 come ambasciatore) ed infine a Parigi (ambasciatore, 1871-1876). Nel 1865 ricevette l'Ordine del Toson d'Oro. Nel 1866 contrattò con il governo inglese la sistemazione di un palazzo presso Belgrave Square dove ancora oggi ha sede l'ambasciata austriaca nel Regno Unito.

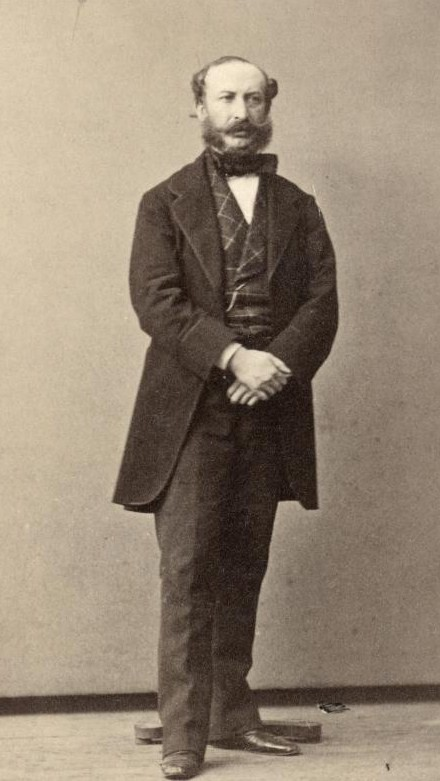
Rudolf Apponyi
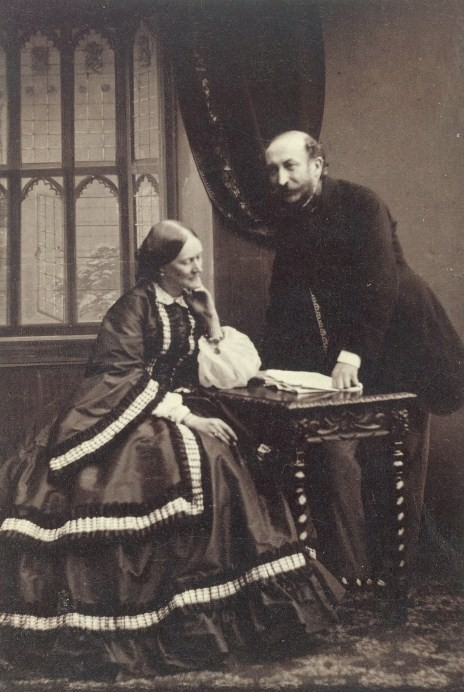
Rudolf e sua moglie Anna von Benckendorff
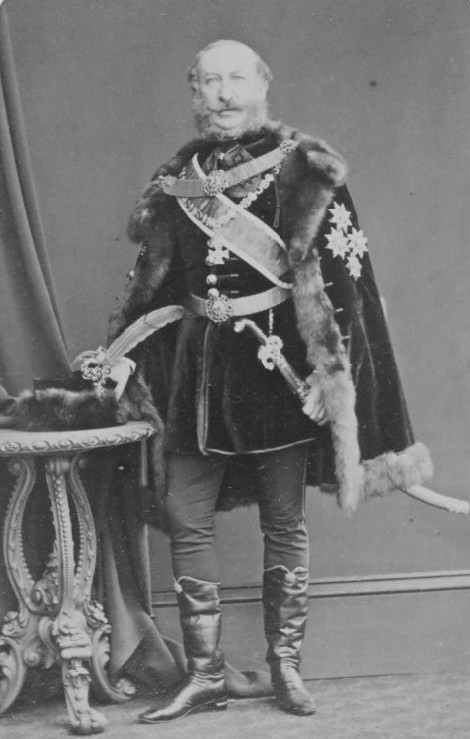
Rudolf in costume ufficiale da cerimonia, negli anni sessanta dell'Ottocento
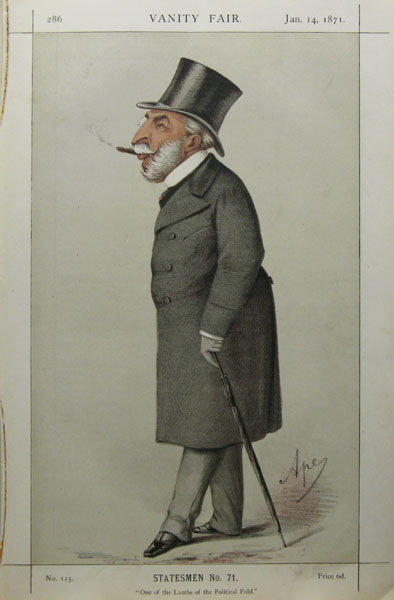
Caricatura di Rudolf Apponyi su Vanity Fair, 1871

### Conte Sándor (Alexander) Apponyi (1844-1925)
Sándor, figlio di Rezső, intraprese la carriera diplomatica. Lasciò il servizio nel 1876 per dedicarsi interamente alla bibliofilia. Ottenne il Toson d'Oro nel 1907.

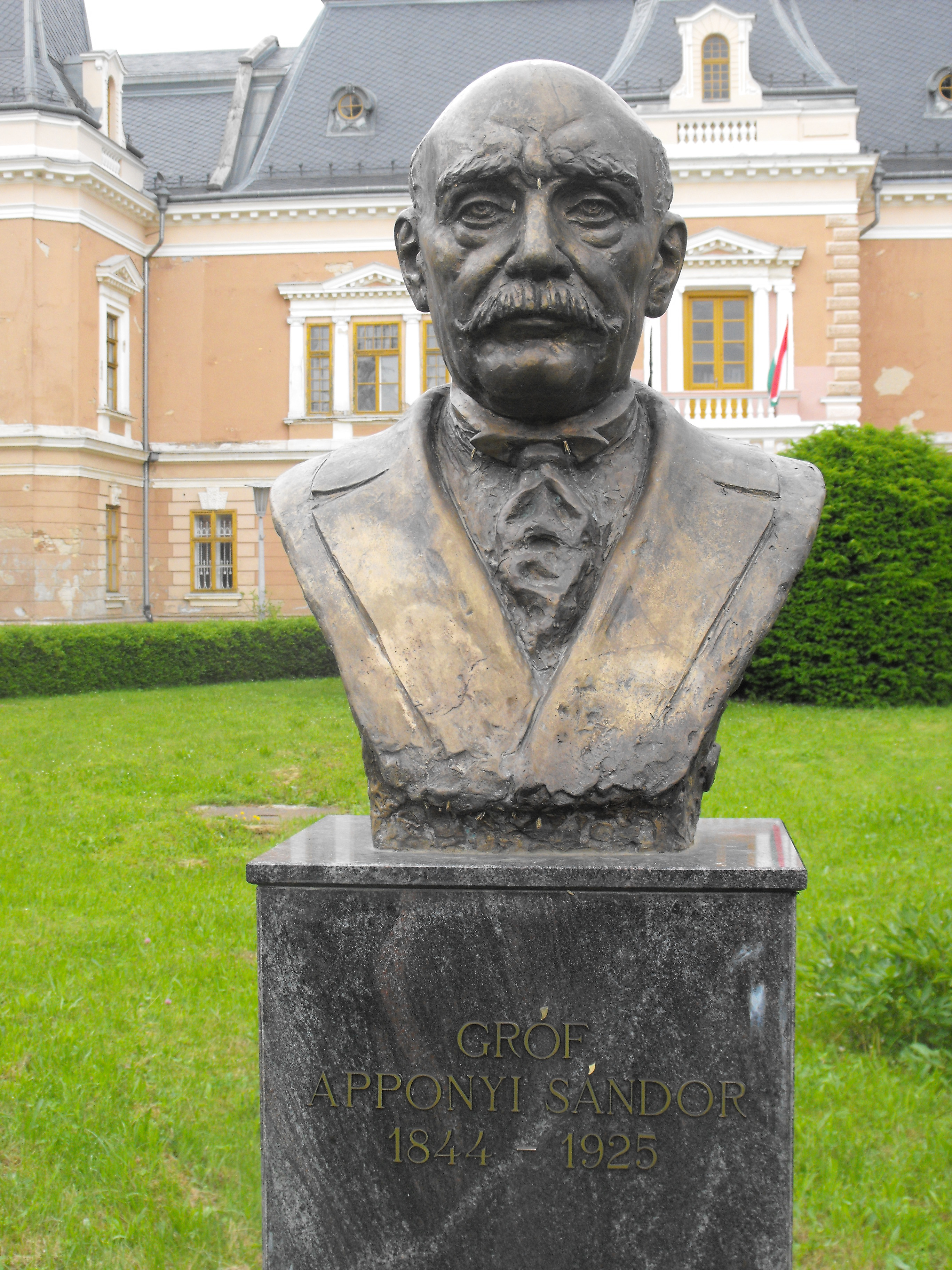
Busto di Sándor Apponyi di fronte al castello di Lengyel

## Altri membri della famiglia Apponyi

### Linea di Jablánc
I fratelli Pál e János Apponyi (non discendenti di Lázár e quindi non conti) assieme ereditarono il castello di Jablánc nel 1772. Nel 1784 questo venne ricostruito e passò a Pál, mentre János rimase al castello di Appony (Oponice). Dopo la morte di Pál passò a suo figlio József (Joseph) Apponyi (1784-1853), il quale venne creato conte da Francesco II d'Austria nell'aprile del 1808. I membri di questa famiglia rimasero al castello di Jablánc sino alla fine della prima guerra mondiale quando la propriet venne infine venduta.
Il figlio di József, Rezső (spesso chiamato Rudolf, o Rodolfo II per distinguerlo da un suo cugino della linea di Lengye; 1802-1853) fu diplomatico a Parigi come attaché dal 1826 al 1850. Tempo dopo la sua morte, il suo diario relativo a questo periodo, conservato presso la biblioteca di famiglia, venne dato alle stampe a Parigi da Ernest Daudet e promosso dalla moglie del conte Lajos, Margherita, e pubblicato da Plon in quattro volumi tra il 1913 ed il 1926 col titolo di Journal du Comte Rodolphe Apponyi.

### Silvio Apponyi (1949-)
Silvio Apponyi è un noto scultore australiano, nato nel 1949 in un campo di rifugiati presso Monaco di Baviera. Suo padre era Albert Friedrich Apponyi, discendente da una linea illegittima della famiglia, il quale emigrò successivamente in Australia.

## Proprietà della famiglia Apponyi
Nel corso degli anni la famiglia Apponyi costruì ed acquistò diverse proprietà nel regno d'Ungheria ed a Vienna. Al picco del proprio splendore, la famiglia vantava circa 30 proprietà in tutto il paese, molte delle quali sono giunte sino ai nostri giorni.

### Appony (attuale Oponice, Slovacchia)
La fortezza di Apponyi esisteva già probabilmente all'epoca della Grande Moravia e venne acquisita dagli Apponyi nel 1392. Nel 1645 venne danneggiata da un incendio e venne infine distrutta dall'esercito asburgico nel 1708 dopo che era stata utilizzata dai ribelli kuruc nel corso della guerra d'indipendenza di Rákóczi.
Il castello di Apponyi venne ricostruito e fu la residenza principale della famiglia dalla metà del Seicento sino al 1935. Restauri hanno interessato la struttura dal 2007 al 2011, data quest'ultima dopo la quale è divenuto un hotel di lusso. Un'ala del castello ospita la nota biblioteca Apponyi.

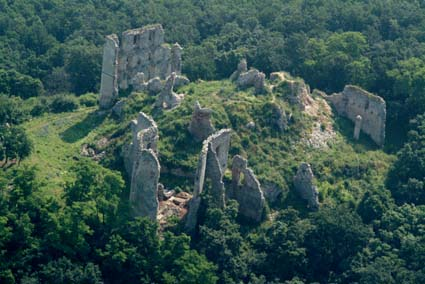
La fortezza di Apponyi in rovina a Oponice, Slovacchia
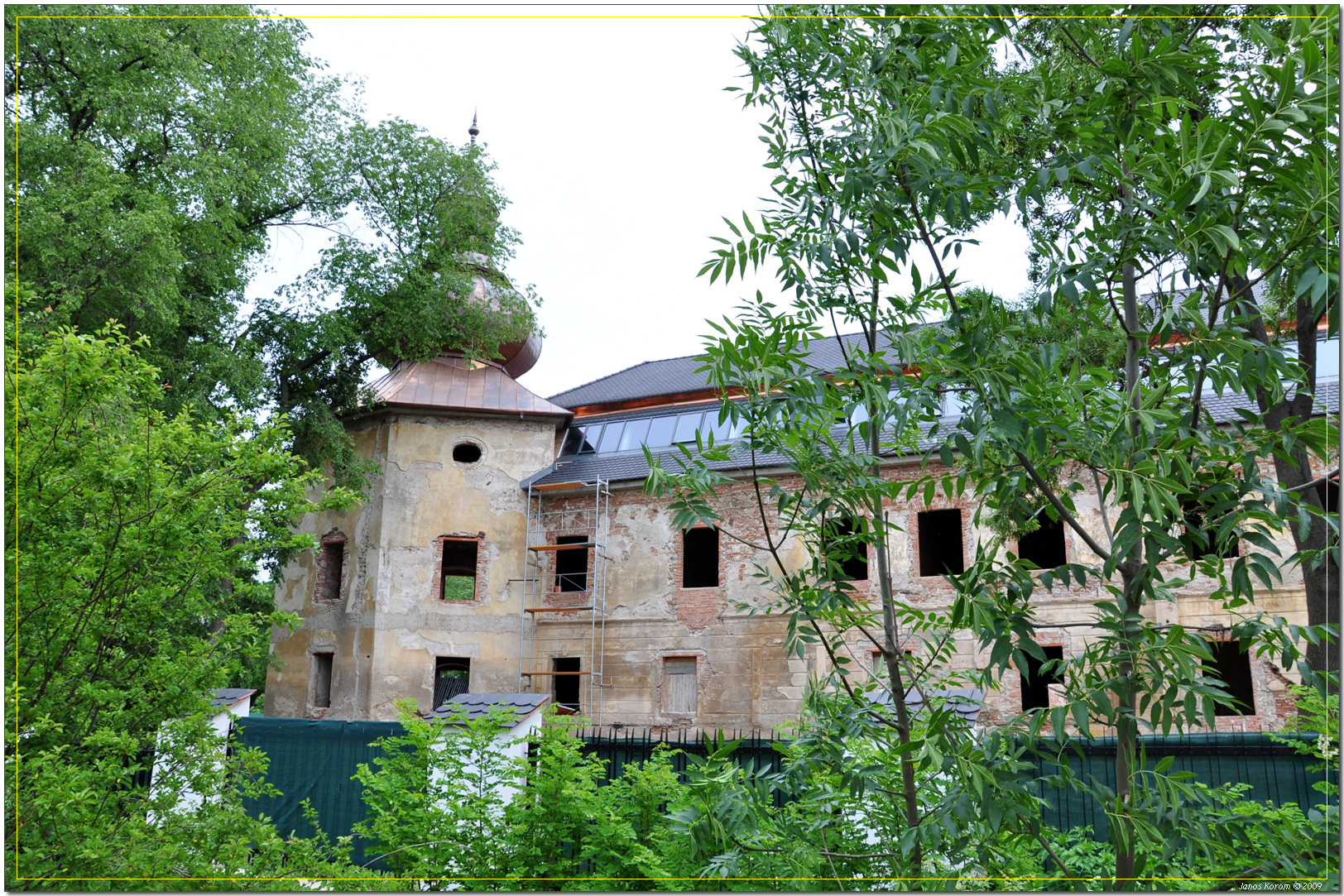
Il castello di Apponyi (durante i restauri nel 2009), ad Oponice, Slovacchia
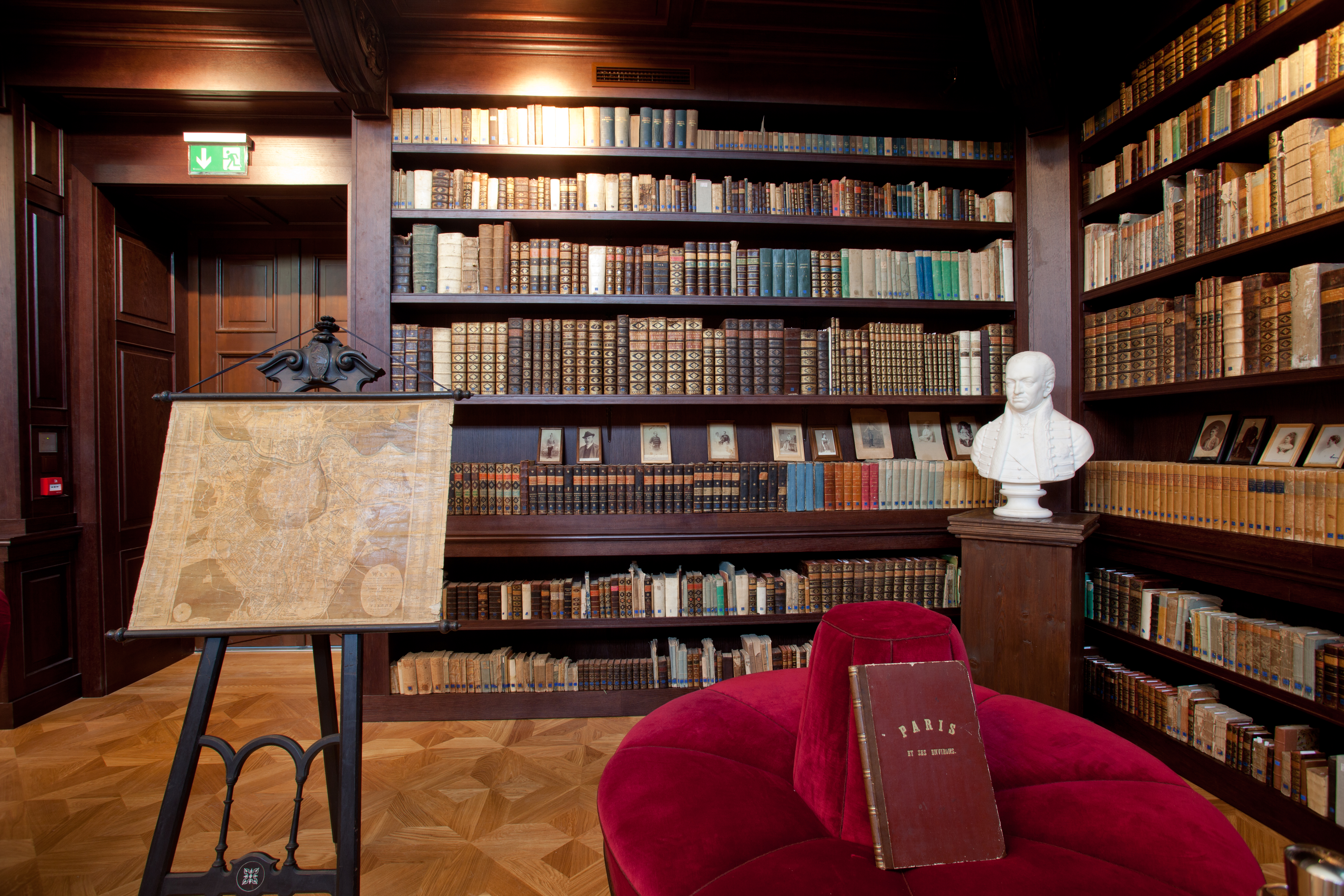
La Biblioteca Apponyi nel castello ad Oponice, Slovacchia
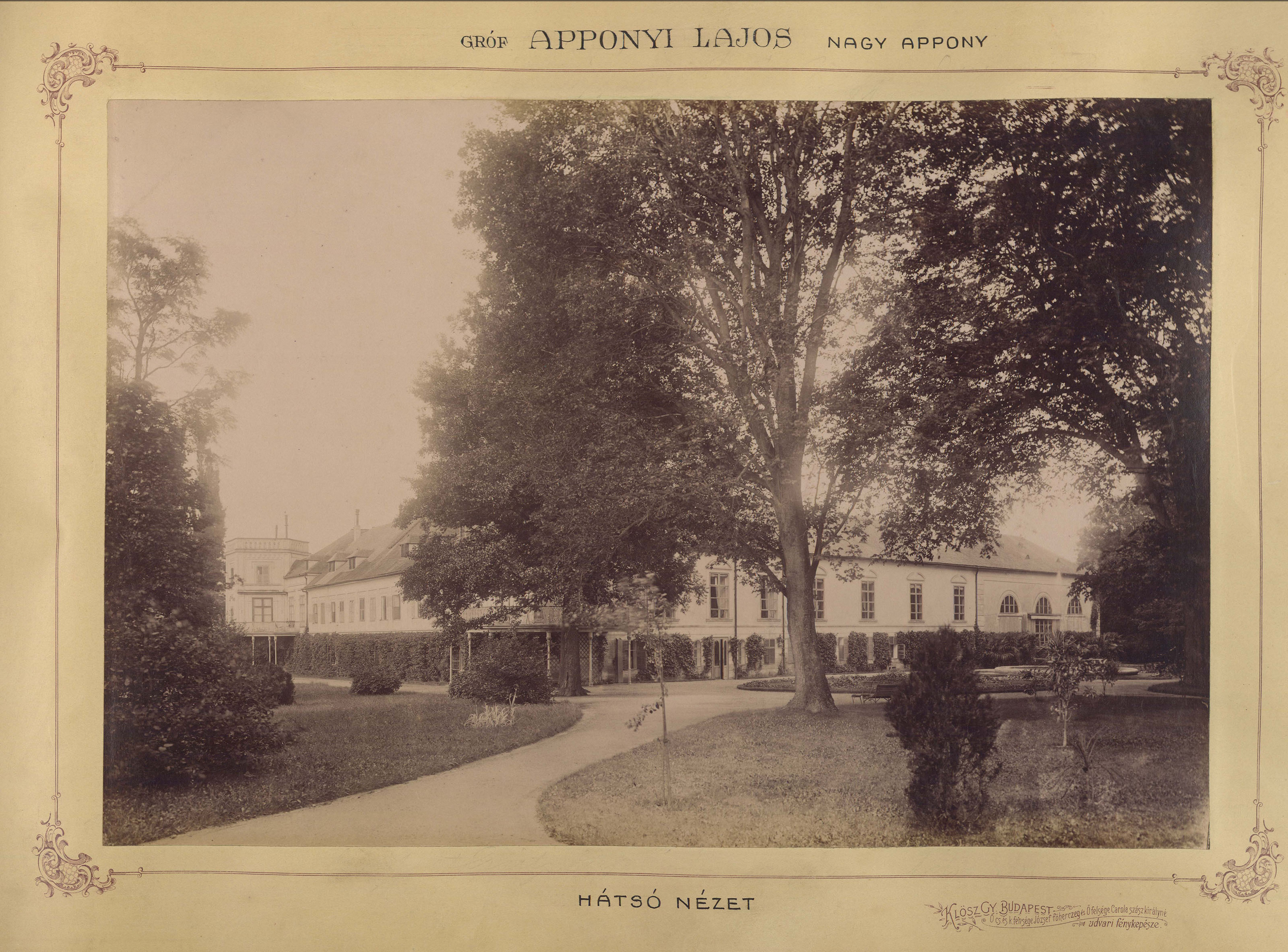
Cartolina del 1900 del castello di Apponyi, Oponice, Slovacchia

### Éberhárd (attuale Malinovo, Slovakia)

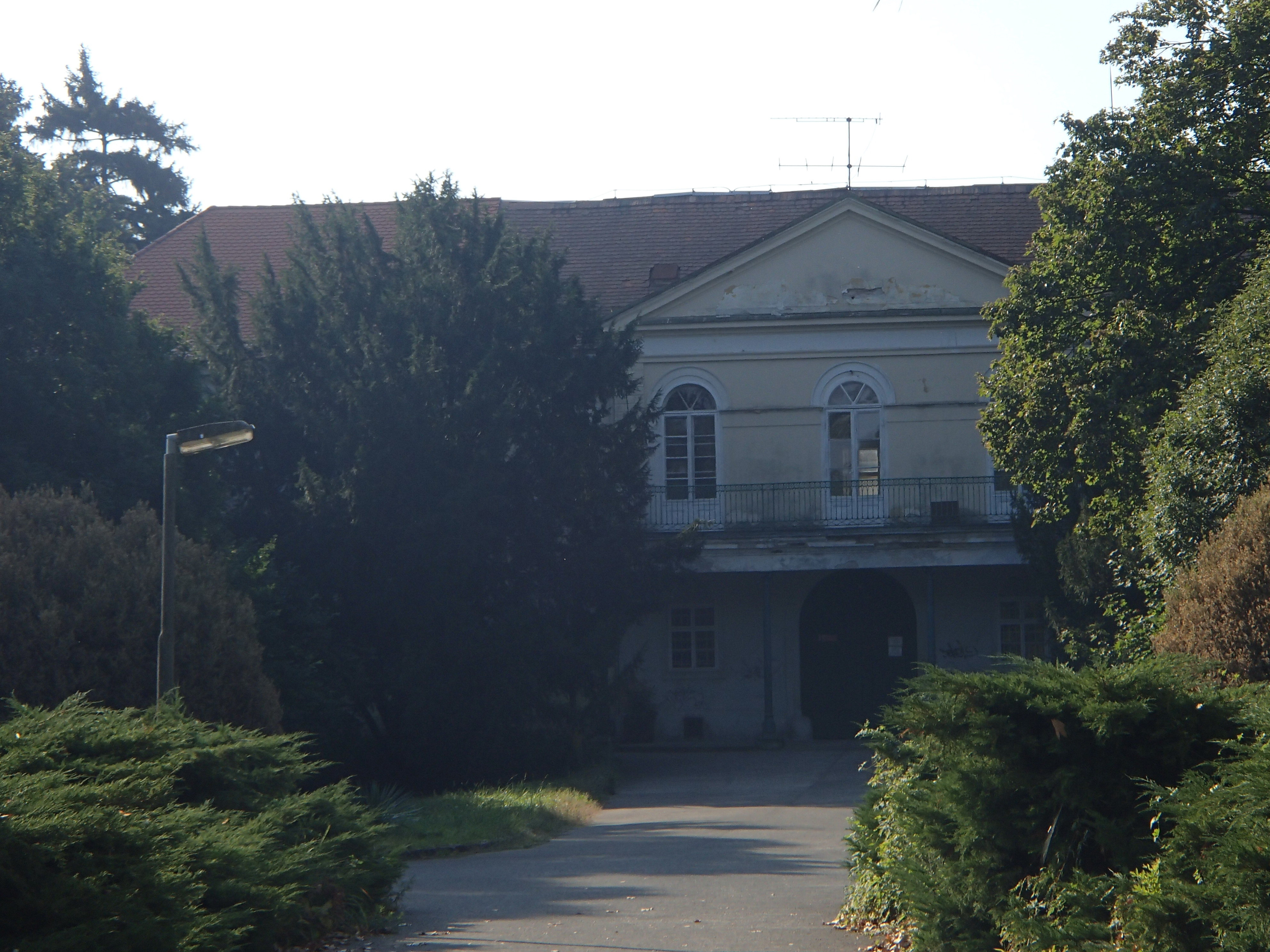
Castello Apponyi, Malinovo

L'antico castello a Ybrehart (attuale Malinovo) venne acquistato dal conte György Apponyi, figlio di Lázár, nel giugno del 1763. Il castello venne ricostruito dopo il 1817 dal conte György Apponyi (1780-1849), primogenito di Antal György. Passò quindi a György Apponyi che ivi morì nel 1899. Albert Apponyi perse la proprietà del castello a seguito del trattato del Trianon. Nel 1923 divenne sede di una scuola di agricoltura, rimanendo tale sino ai nostri giorni.

### Jablánc (attuale Jablonica, Slovacchia)
Il castello di Jabloncza, ereditato dalla famiglia nel 1772, venne rimodellato nel suo progetto da József Apponyi all'epoca della sua elevazione a conte nel 1808, probabilmente per meglio riflettere il suo status nobiliare. Sul finire del XIX secolo venne nuovamente restaurato dal conte Antal Apponyi (1852-1920), che lo ereditò dal figlio di József, Rezső Apponyi. Dopo la prima guerra mondiale passò di mano in mano sino al 2017 quando venne acquistato da un'associazione no-profit che si è detta intenzionata a restaurarlo per farne un hotel e un centro culturale.

### Hőgyész (Ungheria)

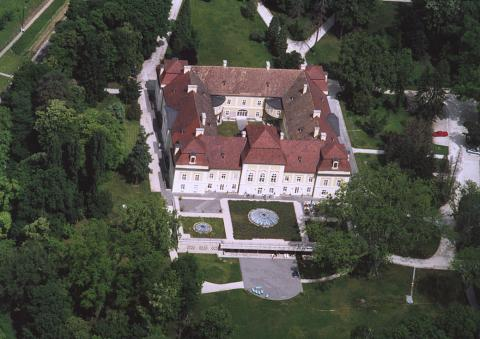
Castello di Apponyi, Hőgyész

La tenuta di Hőgyész nella contea di Tolna venne acquistata nel 1722 dal conte Claude Florimond de Mercy, ed acquistata poi da György Apponyi (figlio di Lázár) nel 1772. Il castello venne ricostruito alla fine del XVIII secolo dal figlio di György, conte Antal György Apponyi, che qui trascorse la maggior parte della sua vita. Il castello passò poi al nipote di Antal George, Károly Apponyi (1805-1890), il cui figlio Géza (1853-1927) e il nipote Károly (1878-1959) finirono per vendere la proprietà allo stato ungherese nel 1939. Durante e dopo la seconda guerra mondiale divenne un ospedale militare e poi fu sede di una scuola. Venduto a privati nel 1999 e restaurato a formare un hotel di lusso, ma negli anni '10 del XXI secolo venne coinvolto nelle controverse operazioni del finanziere Ghaith Pharaon.

### Lengyel (Ungheria)

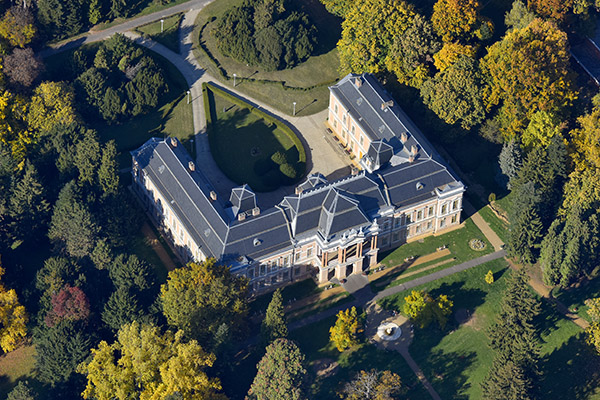
Castello di Apponyi a Lengyel

Il villaggio svevo di Lengyel nella contea di Tolna venne acquistato dal conte Antal György Apponyi nel 1799. Il castello venne costruito dal figlio terzogenito di Antal György, József nel 1824-1829 e rimodellato notevolmente dal 1878 ad opera di Sándor Apponyi. Subì un incendio nel 1905. Dopo la morte di Sándor, la sua vedova, la contessa Alexandra Esterházy, donò il castello nel 1926 al Museo Nazionale Ungherese ma mantenne il privilegio di vivervi sino alla sua morte, avvenuta nel 1930. Durante la seconda guerra mondiale venne utilizzarto dall'ufficio cartografico nazionale ungherese, divenendo un ospedale militare russo dal gennaio al marzo del 1945, e poi un campo di concentramento per soldati tedeschi. Dal 1946 divenne una scuola di agricoltura.

### Proprietà urbane
Gli Apponyi abitarono diverse proprietà in città come Vienna, Presburgo (l'attuale Bratislava) e Budapest. Il palazzo Apponyi a Bratislava, costruito dal conte György Apponyi (1736-1782), venne venduto nel 1865 al comune di Presburgo. Il palazzo Apponyi di Vienna venne costruito nel 1880 per Marguerite e Lajos Apponyi. Albert Apponyi visse nella vecchia abitazione di famiglia a Budapest, attuale Táncsics Mihály utca 17, dove è stata posta una targa in suo onore e del figlio.

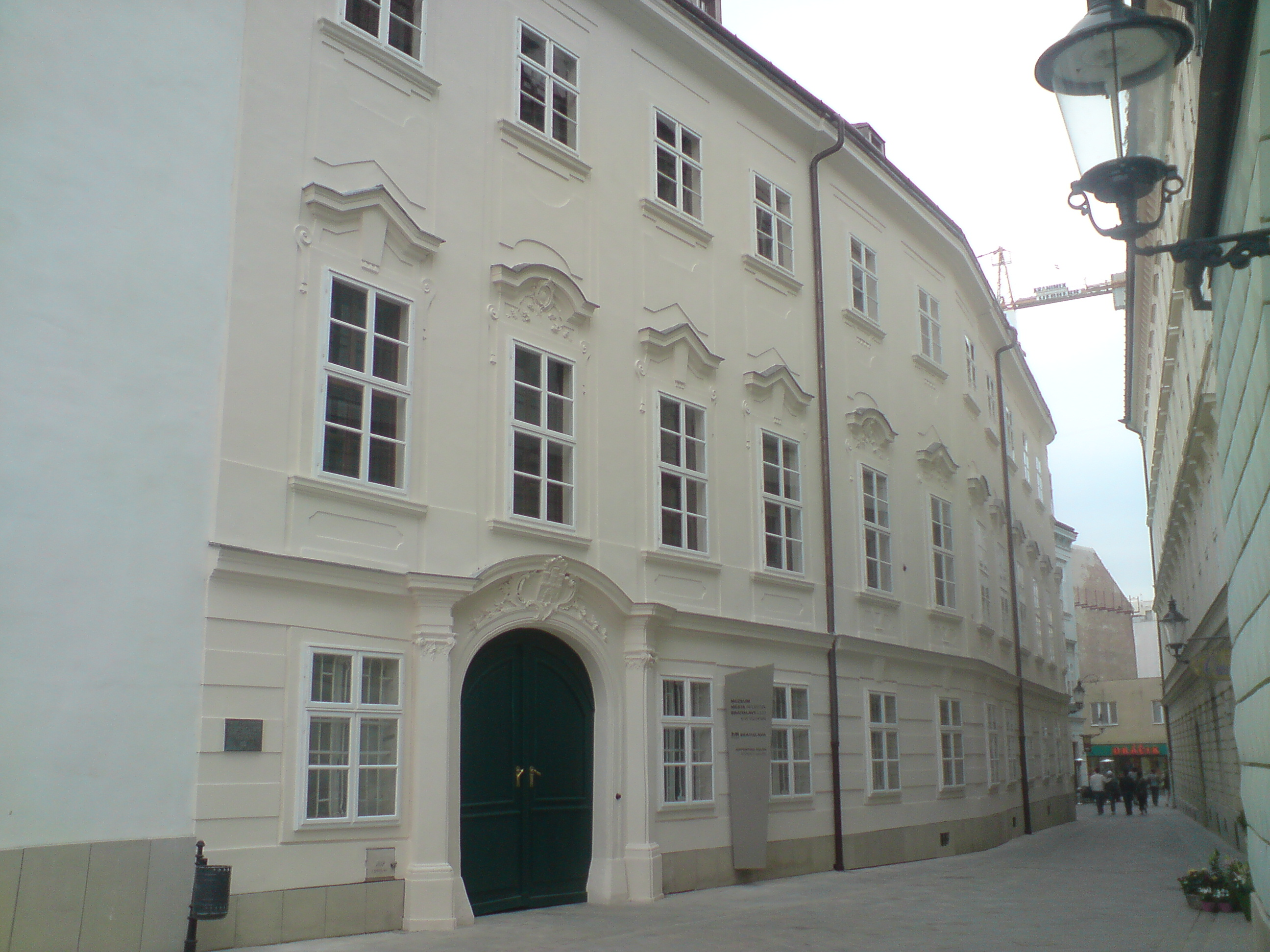
Palazzo Apponyi, Bratislava
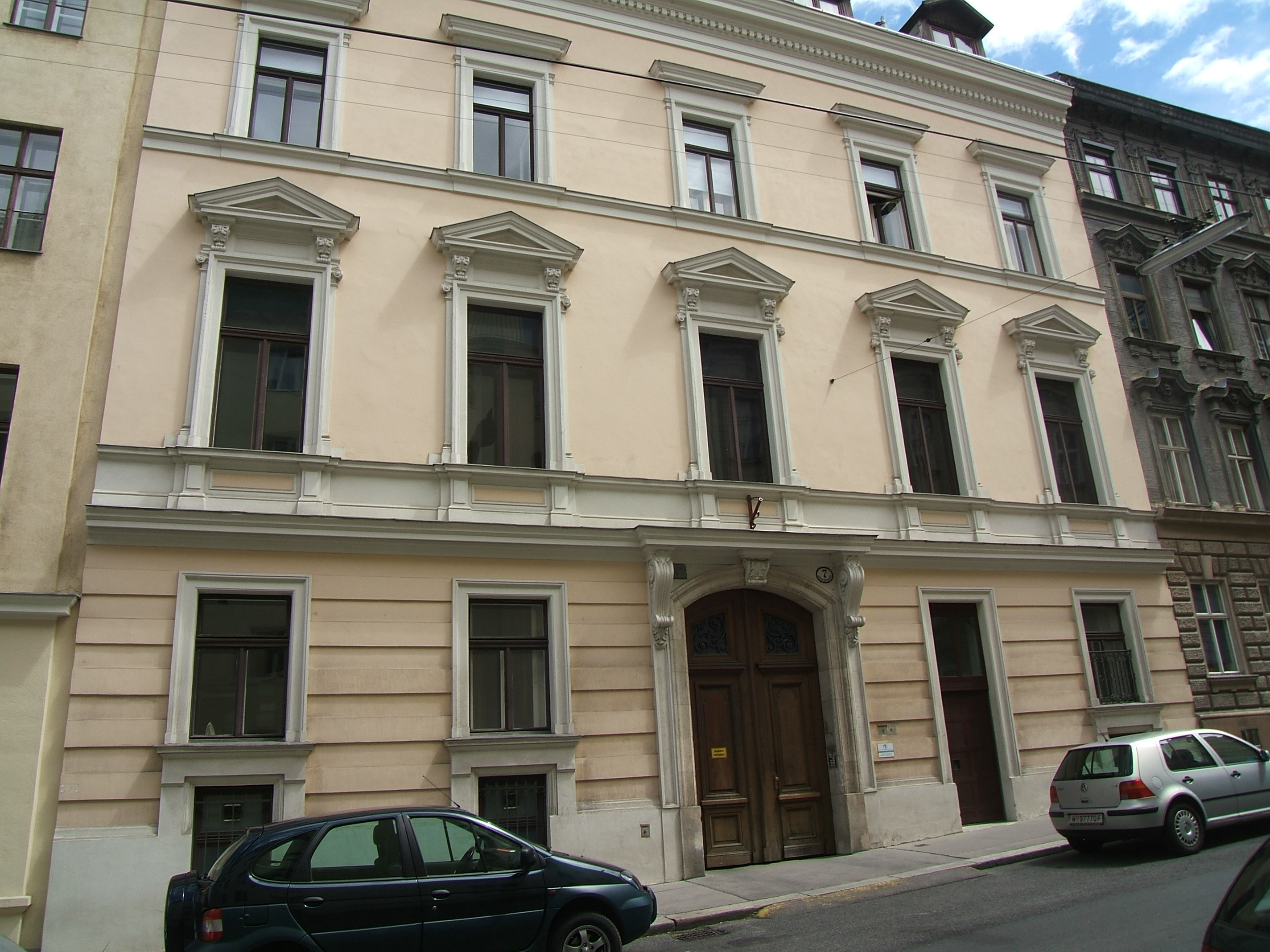
Palazzo Apponyi, Vienna
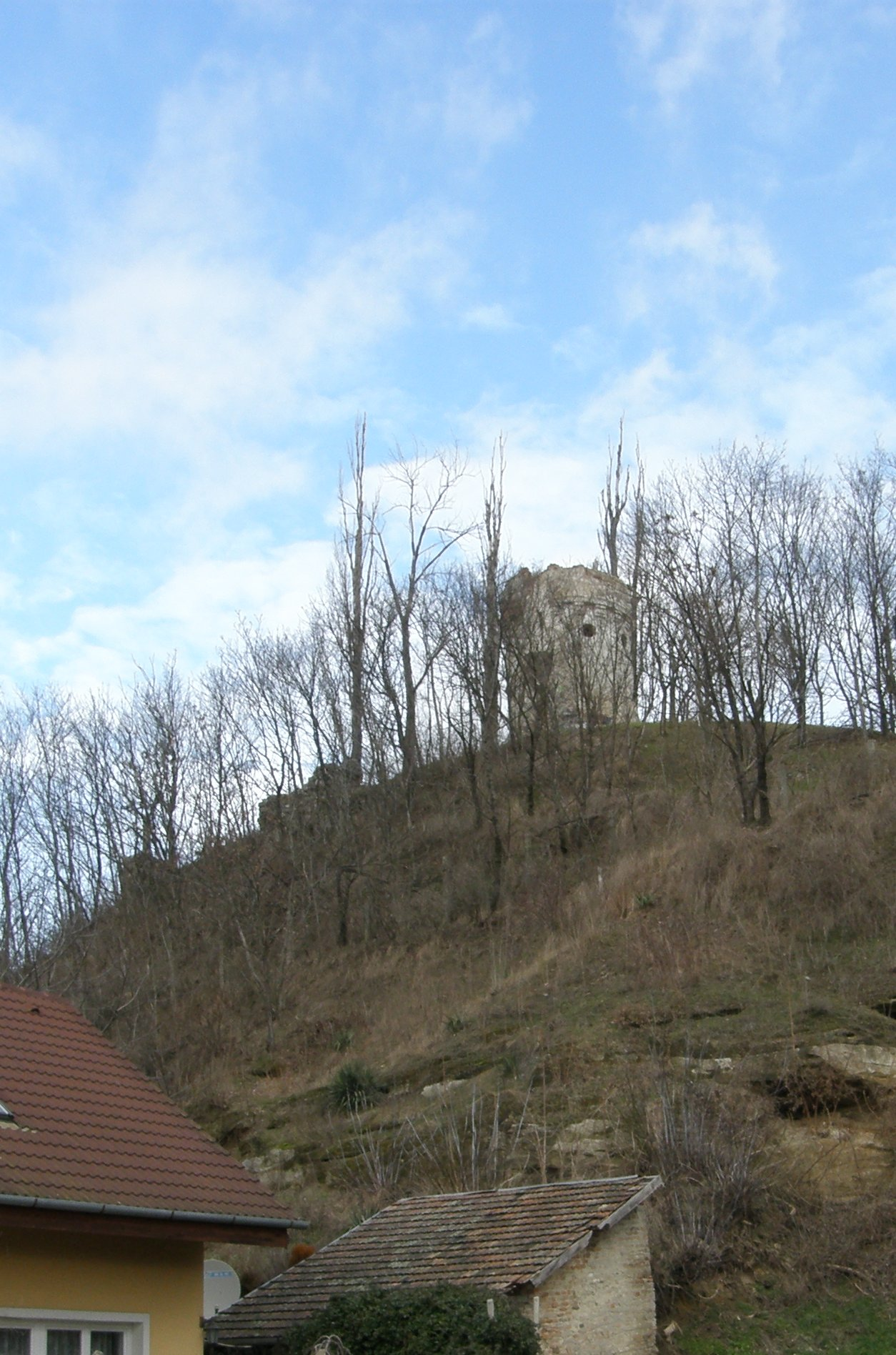
Sito del castello di Cseklész
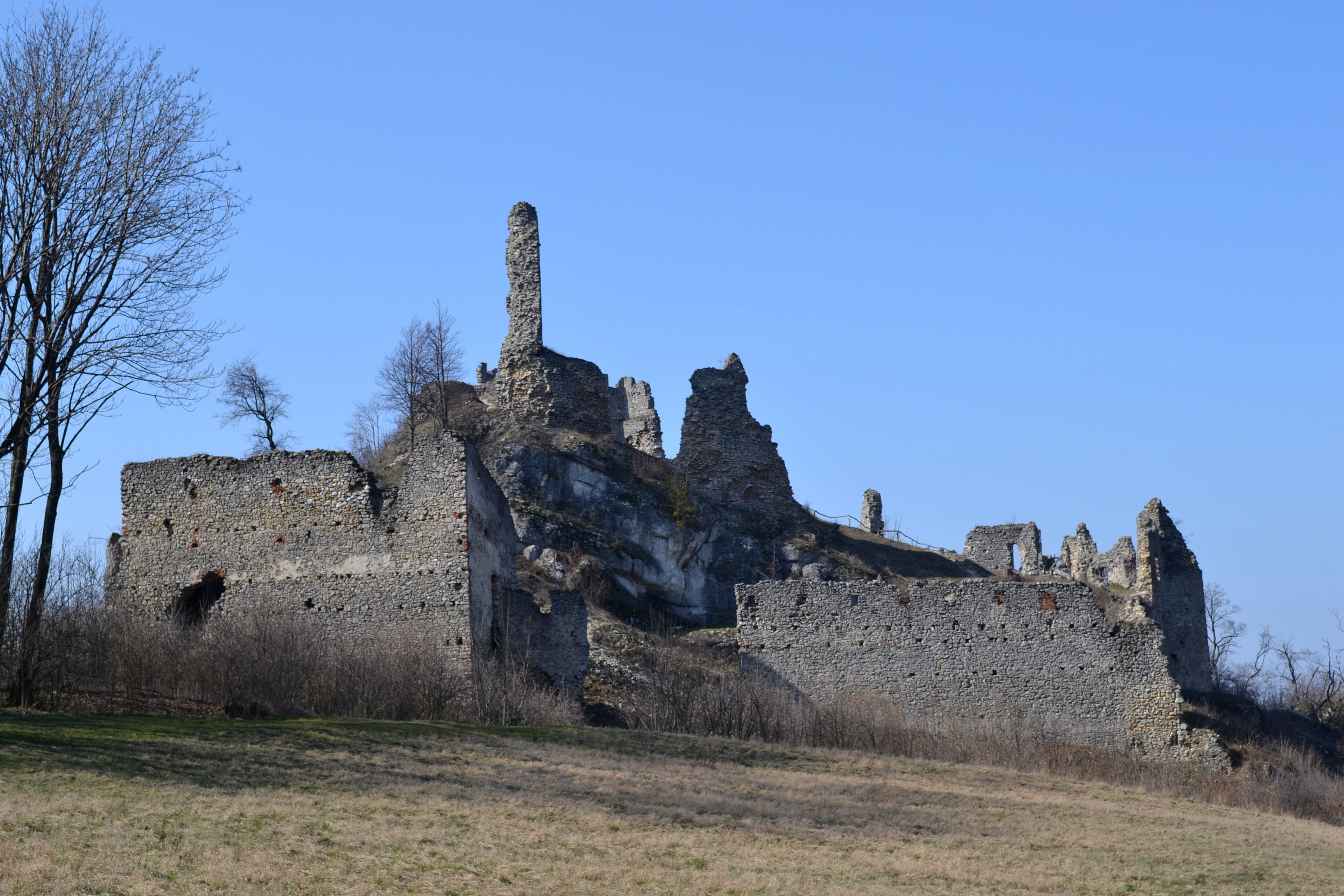
Rovine del castello di Korlátka
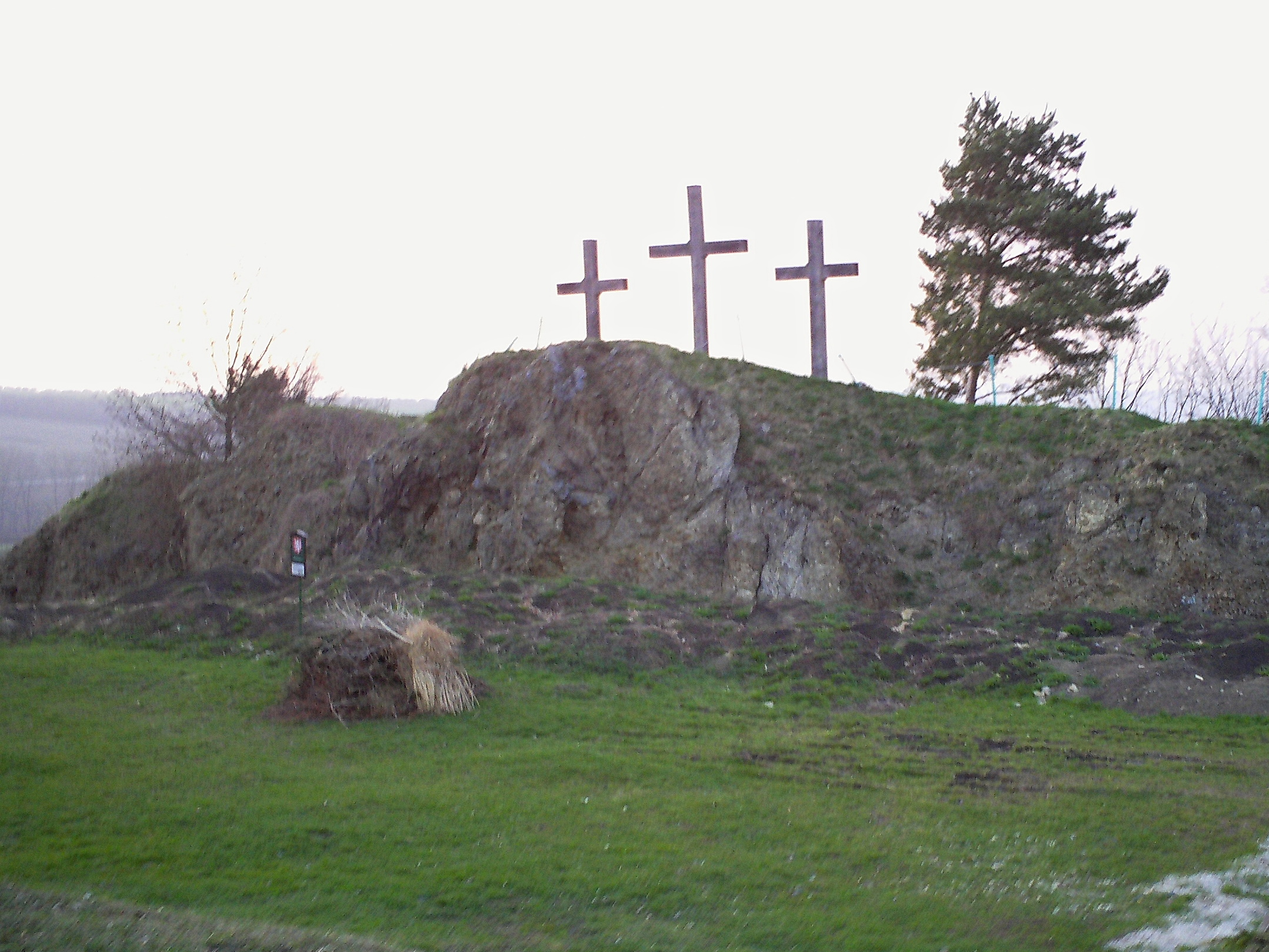
Sito del castello di Bánov
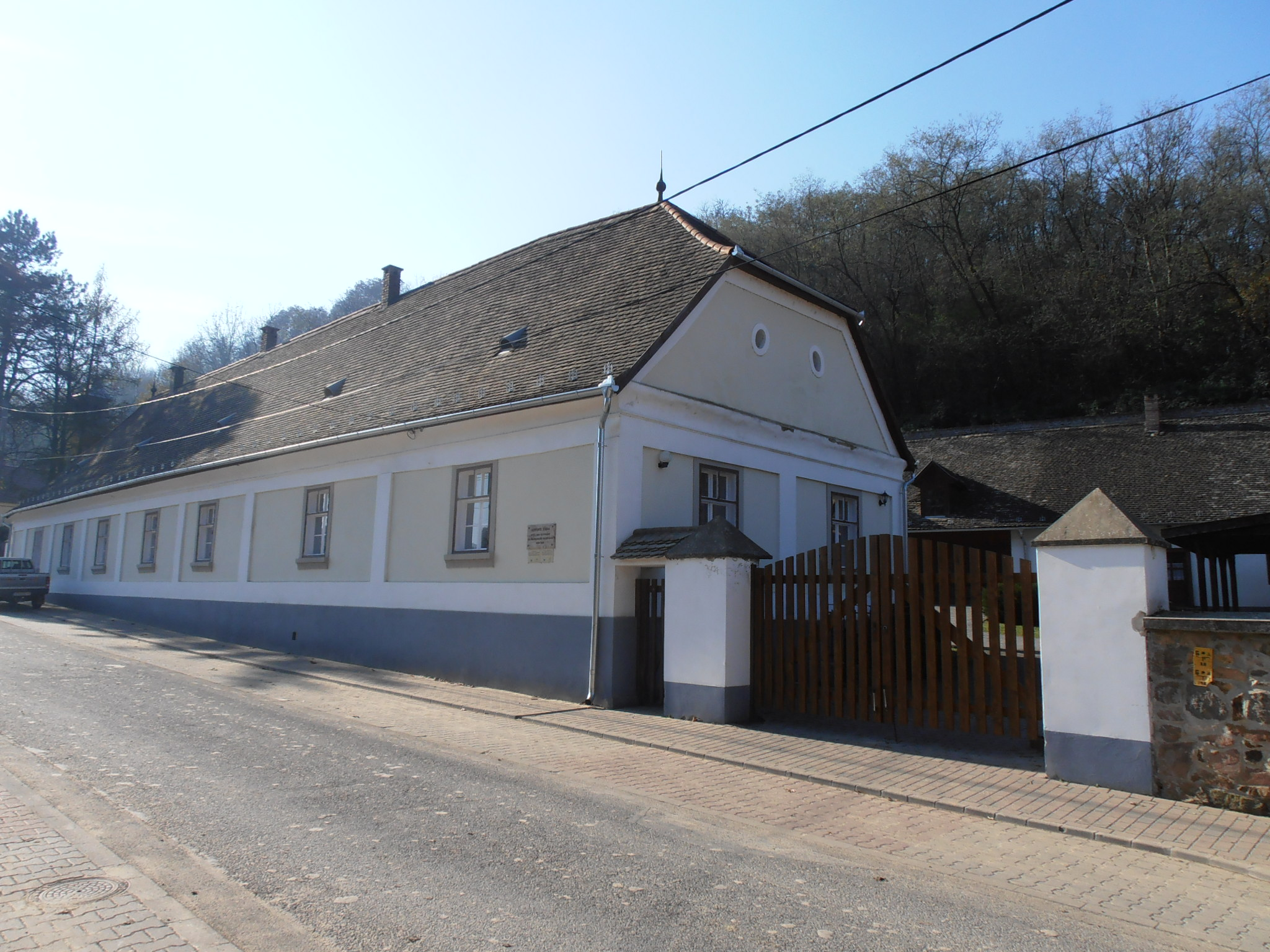
Casa Apponyi, Bátaapáti
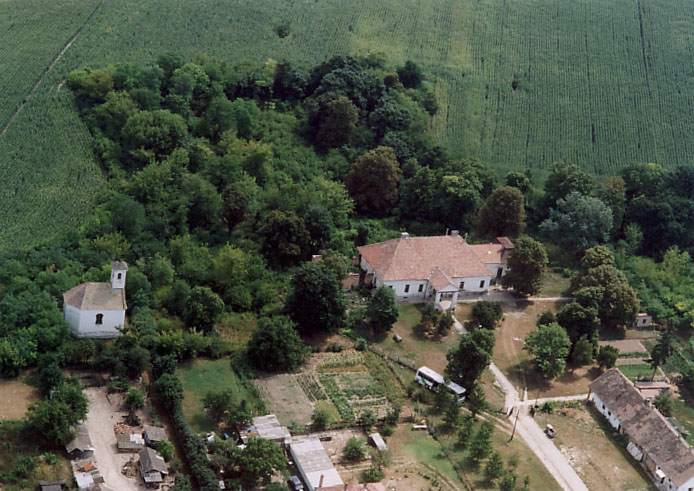
Maniero Apponyi, Medina

## Bibliofilia
La biblioteca Apponyi (Bibliotheca Apponiana) venne costituita attorno al 1774 dal conte Anton György Apponyi a Vienna, il quale si avvantaggiò dall'abolizione dei monasteri attuata da Giuseppe II del Sacro Romano Impero. Nel 1827 venne spostata a Presburgo in una costruzione appositamente costruita sulla Kozia ulica. Tra la fine del XIX secolo e l'inizio della prima guerra mondiale, la preziosa biblioteca venne parzialmente dispersa e ciò che ne rimase venne conservata al castello Apponyi dall'epoca comunista cecoslovacca. Venne restaurata all'inizio del XXI secolo e riaperta nel 2011 come parte della Biblioteca Nazionale Slovacca.
La collezione di libri e incunaboli del conte Sándor Apponyi venne conservata al castello di Lengyel. All'interno di questa si trova anche una collezione di stampe dal titolo Hungarica e una collezione separata di oggetti definita rariora et curiosa, perlopiù stampe in francese, latino e italiano. Parte di quest'ultima collezione era specificatamente dedicata alla storia di Verona e alla locale famiglia dei Nogarola alla quale apparteneva la nonna del conte, Teresa, inclusi scritti dell'umanista medievale Isotta Nogarola. Sándor donò l'intera collezione alla Biblioteca Nazionale Széchényi nel 1926. In quell'anno venne varata una legge speciale dall'Assemblea Nazionale ungherese per ufficializzare la donazione della collezione.